# Blenhorster Straße 31
Das Backhaus Blenhorster Straße 31 in Balge-Blenhorst in der niedersächsischen Samtgemeinde Weser-Aue stammt aus dem 18. Jahrhundert.
Aktuell (2023) wird es als Nebengebäude genutzt.
Das Gebäude steht unter Denkmalschutz (siehe auch Liste der Baudenkmale in Balge).

## Beschreibung
Das eingeschossige Backhaus von 1743 ist ein kleines Fachwerkhaus mit geputzter Lehm- und im Giebel mit späteren Steinausfachungen und mit Satteldach. Es ist Teil einer Hofanlage.
Das Landesdenkmalamt befand: „… geschichtliche Bedeutung … durch beispielhafte Ausprägung eines freistehenden Backhauses …“